# 합금철
합금철은 철을 하나 이상의 높은 비율의 원소(예: 망가니즈, 알루미늄, 규소)와 합금한 여러 물질을 가리킨다. 강철과 합금 생산에 사용된다. 합금철의 주요 생산자는 2014년 기준으로, 중화인민공화국, 남아프리카 공화국, 인도, 러시아, 카자흐스탄이며 전 세계 생산량의 84%를 차지한다. 2015년 기준으로 합금철의 총 생산량은 52,800,000톤으로 추산된다.